# 卡普蘭山
卡普蘭山（英語：Mount Kaplan）是南極洲的山峰，屬於休斯山脈的一部分，海拔高度4,230米，該山峰在1929年11月10日由美國海軍發現，現時受南極條約體系管理。